# Rollei Redbird
Rollei Redbird è una pellicola fotografica speciale reperibile in formato 35 mm.
La peculiarità di questa pellicola è di registrare immagini in scala di rossi, tecnica internazionalmente conosciuta col nome di "Redscale".

## Caratteristiche tecniche
Il principio per cui la registrazione dell'immagine analogica differisce dalle normali pellicole a colori: la pellicola contenuta all'interno del bussolotto è bobinata in senso opposto al normale, cioè con il supporto in plastica verso l'otturatore e l'emulsione verso il dorso pressa pellicola. Questa rotazione consente alla luce di viaggiare attraverso gli strati sensibili ai colori RGB nell'ordine inverso rispetto al normale, attraversando prima lo strato sensibile al rosso, successivamente quello sensibile al verde e, solo dopo aver oltrepassato un filtro che ne smorza l'intensità, la luce incontra lo strato sensibile al blu.
L'effetto delle Rollei Redbird è riproducibile bobinando una pellicola nel senso inverso dentro un qualunque bussolotto vuoto, da notare però che tale modifica necessita di una compensazione dell'esposizione tra i due ed i quattro stop.
Trattandosi di una pellicola negativa lo sviluppo della Rollei Redbird segue lo stesso procedimento delle normali pellicole colore negative (C-41), senza particolari accorgimenti, la sensibilità 400 ISO dichiarata è corretta e non c'è bisogno di alcuna sovraesposizione o sovra-sviluppo.

### Controllo delle alte luci
Dato che nella sintesi additiva dei colori il rosso ed il verde formano il colore giallo, la pellicola risulterà avere una sempre più marcata dominante gialla nelle alte luci della scena fotografata (le aree più luminose) tanto più lungo sarà il tempo di esposizione. Con tempi di esposizione più brevi di 1/125s si avranno, oltre alla dominante rossa, alcune alterazioni di colore tecnicamente difficilmente controllabili. Per questo infatti si raccomanda di non superare mai la velocità di 1/60s per ottenere il classico effetto redscale, abbreviando i tempi per ottenere più o meno dominante gialla nelle luci.

## Contesto e nascita della tecnica
La tecnica del redscale è considerata parte dei movimento Lo-fi photography e lomografici. Tuttavia è da notare come questa tecnica è stata scoperta accidentalmente agli albori della fotografia a colori, quando la maggior parte dei supporti erano a fogli singoli come le odierne lastre per banco ottico, o comunque non esistevano sistemi di aggancio-scorrimento. I singoli supporti erano quindi facilmente posizionabili nel senso inverso al corretto, e questo "errore" è tornato di moda con l'ascesa di popolarità della Lo-fi photography. Pur essendosi sviluppato da uno stadio embrionale di "errore", la tecnica del redscale ha nei decenni trascorsi acquisito una maturità espressiva, anche l'aspetto tecnico si è naturalmente sviluppato fino al raggiungimento del massimo controllo dell'effetto e della sua riproducibilità. Lo stesso discorso potrebbe valere per le tecniche del bleach bypass e del Cross processing.

## Rollei Nightbird
Altra pellicola prodotta Rollei è la Rollei Nightbird, equivalente alla Redbird ma con una sensibilità ISO di 800 anziché 400, anch'essa da sottoporre ad un normale processo C41 trattandosi di pellicola negativa colore.